# Pedro Ruiz de los Paños y Ángel
Pedro Ruiz de los Paños y Ángel (Mora, 18 settembre 1881 – Toledo, 23 luglio 1936) è stato un presbitero spagnolo, membro degli Operai Diocesani del Cuore di Gesù e fondatore delle Discepole di Gesù. Ucciso dai repubblicani durante la guerra civile spagnola, è stato beatificato come martire da papa Giovanni Paolo II nel 1995.

## Biografia
Fu ordinato sacerdote il 9 aprile 1905: entrò nella Fraternità dei Sacerdoti Operai Diocesani del Sacro Cuore di Gesù e nel 1933 ne fu eletto direttore generale.
Progettò la fondazione di una congregazione di suore per la promozione e il sostegno alle vocazioni al sacerdozio e alla vita religiosa: redasse documenti circa il carisma e l'organizzazione giuridica dell'istituto, ma l'infuriare della guerra civile impedì la fondazione, che avrebbe dovuto avere luogo a Toledo nel 1936. Le prime suore emisero i voti solo nel 1942, dopo la morte del sacerdote.
Mentre era a Toledo, dove aveva predicato un ritiro spirituale ai confratelli che dirigevano il seminario minore, fu catturato con altri due sacerdoti (Álvaro Cepeda Usero e José Sala Picó, rettore del seminario) e condotto al Paseo del Tránsito, dove fu ucciso a colpi di arma da fuoco.

## Il culto
Il processo di beatificazione fu avviato nel 1958: il 6 luglio 1993 papa Giovanni Paolo II riconobbe formalmente il martirio di Ruiz de los Paños e di otto suoi confratelli, proclamati beati in Piazza San Pietro a Roma il 1º ottobre 1995.
L'elogio del beato Pedro e del suo compagno di martirio, José Sala Picó, si legge nel Martirologio romano al 23 luglio.